# Conclavul din 2005
Conclavul din 2005 a fost adunarea electorală compusă din cei 115 cardinali întruniți pentru a-l alege pe succesorul papei Ioan Paul al II-lea. Conclavul s-a desfășurat în zilele de 18 aprilie și 19 aprilie 2005. În urma a patru tururi de scrutin a fost ales papă cardinalul Joseph Ratzinger, care și-a luat numele de Benedict al XVI-lea.

## Proceduri

### Cardinalii electori
La conclavul din 2005 au putut participa 117 cardinali cu vârsta sub 80 de ani dintre care 2 au anunțat neparticiparea din motive de sănătate. În consistoriul din 2003, papa Ioan Paul al II-lea a creat un cardinal in pectore pe care, însă, papa nu l-a făcut public înainte de deces, astfel că acesta și-a încetat funcția de cardinal la 2 aprilie 2005.

#### Țările după numărul de electori
- 20 electori:  Italia
- 11 electori:  Statele Unite ale Americii
- 6 electori:  Germania, Spania
- 5 electori: Franța
- 4 electori:  Brazilia, Mexic
- 3 electori:  Canada, Columbia, India, Polonia
- 2 electori: Chile, Ungaria, Japonia, Nigeria, Filipine, Portugalia, Ucraina,  Regatul Unit
- 1 elector: Argentina, Australia, Austria, Belgia, Bolivia, Bosnia-Herțegovina, Camerun, Republica Democrată Congo, Croația, Cuba, Cehia, Republica Dominicană, Ghana, Guatemala, Honduras, Indonezia, Irlanda, Coasta de Fildeș, Letonia, Lituania, Madagascar, Olanda, Noua Zeelandă, Nicaragua, Peru, Africa de Sud, Sudan, Elveția, Siria, Tanzania, Tailanda, Uganda, Vietnam

### Conclavul văzut din Piața San Pietro
- 18 aprilie

ora locală 10 - Sfânta Liturghie solemnă celebrată de cardinalul Josef Ratzinger
ora locală 17.30 - Procesiunea din Domus Sanctae Martae către Capela Sixtină urmată de depunerea jurămintelor
ora locală 20.05 - Primul semnal de fum de culoare neagră se arată pe acoperișul Capelei Sixtine.
- 19 aprilie

ora locală 12 - Al doilea semnal de fum negru care însă a provocat emoții prin culoarea sa inițială gri.
ora locală 17.50 - Fum alb la Vatican - semn că a fost ales papă - culoarea însă stârnește opinii diferite și se așteaptă clopotele.
ora locală 18 - Clopotele Bazilicii Sfântul Petru confirmă alegerea cu succes a unui nou papă.
ora locală 18:43 cardinalul Jorge Arturo Medina Estévez a ieșit la Balconul Bazilicii Sfântul Petru anunțând: "Annuntio vobis gaudium magnum; habemus Papam: Eminentissimum ac Reverendissimum Dominum, Dominum Josephum Sanctae Romanae Ecclesiae Cardinalem Ratzinger qui sibi nomen imposuit Benedictum XVI". (Vă anunț o bucurie mare: avem un papă. Eminentissimul și Reverendissimul Domn Cardinal Joseph Ratzinger, Cardinal al Sfintei Biserici Romane, care și-a ales pentru sine numele Benedict al XVI-lea).